# Lijst van coaches van het Georgisch voetbalelftal (mannen)
Dit is een lijst van bondscoaches van het Georgisch voetbalelftal mannen

## Bondscoaches
| Naam                 | Land van herkomst | Begin periode    | Einde periode    | Prijzen | Opmerkingen/Wijze van vertrek                     |
| -------------------- | ----------------- | ---------------- | ---------------- | ------- | ------------------------------------------------- |
| Giga Norakidze       | Georgië           | 1 juli 1991      | 31 december 1992 |         |                                                   |
| Aleksandre Tsjivadze | Georgië           | 1 januari 1993   | 9 november 1996  |         |                                                   |
| Vladimer Goetsaevi   | Georgië           | 10 november 1996 | 31 december 1996 |         |                                                   |
| Davit Kipiani        | Georgië           | 30 maart 1997    | 11 oktober 1997  |         |                                                   |
| Vladimer Goetsaevi   | Georgië           | 1 januari 1998   | 6 mei 1999       |         |                                                   |
| Johan Boskamp        | Nederland         | 7 mei 1999       | 31 december 1999 |         |                                                   |
| Davit Kipiani        | Georgië           | 1 januari 2000   | 30 juni 2001     |         |                                                   |
| Aleksandre Tsjivadze | Georgië           | 1 juli 2001      | 2 april 2003     |         |                                                   |
| Ivo Susak            | Kroatië           | 7 april 2003     | 1 augustus 2003  |         |                                                   |
| Merab Zjordania      | Georgië           | 1 augustus 2003  | 31 december 2003 |         |                                                   |
| Gocha Tkebuchava     | Georgië           | 1 januari 2004   | 11 maart 2004    |         |                                                   |
| Alain Giresse        | Frankrijk         | 12 maart 2004    | 30 juni 2005     |         |                                                   |
| Gaioz Darsadze       | Georgië           | 1 juli 2005      | 31 december 2005 |         |                                                   |
| Klaus Toppmöller     | Duitsland         | 1 januari 2006   | 2 april 2008     |         | Ontslagen,Héctor Cúper vervangt hem               |
| Héctor Cúper         | Argentinië        | 8 augustus 2008  | 15 oktober 2009  |         | Ontslag genomen, Temur Ketsbaia vervangt hem      |
| Temur Ketsbaia       | Georgië           | 5 november 2009  | 15 november 2014 |         | Ontslag genomen, Kachaber Tschadadze vervangt hem |
| Kachaber Tschadadze  | Georgië           | 1 januari 2015   | 1 februari 2016  |         | Ontslagen, Vladimír Weiss vervangt hem            |
| Vladimír Weiss       | Rusland           | 14 maart 2016    | 16 november 2020 |         | Ontslag genomen                                   |
| Ramaz Svanadze       | Georgië           | 16 november 2020 | 20 november 2020 |         | Interim, Willt Sagnol vervangt hem                |
| Willy Sagnol         | Frankrijk         | 15 februari 2021 |                  |         |                                                   |

GFF · A-internationals · Bondscoaches · Statistieken · Georgisch vrouwenelftal · Georgië U21 · Georgië U20 · Georgië U19 · Georgië U18 · Georgië U17 · Georgië U16
1990 – 1999 ·
2000 – 2009 ·
2010 – 2019 ·
2020 − 2029
1990 · 
1991 · 
1992 · 
1993 · 
1994 · 
1995 · 
1996 · 
1997 · 
1998 · 
1999 · 
2000 · 
2001 · 
2002 · 
2003 · 
2004 · 
2005 · 
2006 · 
2007 · 
2008 · 
2009 · 
2010 · 
2011 · 
2012 · 
2013 · 
2014 · 
2015 ·
2016 ·
2017 ·
2018 ·
2019 ·
2020 ·
2021 ·
2022 ·
2023 ·
2024
Albanië ·
Andorra ·
Armenië ·
Azerbeidzjan ·
Bosnië en Herzegovina ·
Bulgarije ·
Cyprus ·
Denemarken ·
Duitsland ·
Egypte ·
Engeland ·
Estland ·
Faeröer ·
Finland ·
Frankrijk ·
Gibraltar ·
Griekenland ·
Hongarije ·
Ierland ·
IJsland ·
Iran ·
Israël ·
Italië ·
Jordanië ·
Kameroen ·
Kazachstan ·
Kosovo ·
Kroatië ·
Letland ·
Libanon ·
Liechtenstein ·
Litouwen ·
Luxemburg ·
Malta ·
Marokko ·
Moldavië ·
Mongolië ·
Montenegro · 
Nederland ·
Nieuw-Zeeland ·
Nigeria ·
Noord-Ierland ·
Noord-Macedonië ·
Noorwegen ·
Oekraïne ·
Oezbekistan ·
Oostenrijk ·
Paraguay ·
Polen ·
Portugal ·
Qatar ·
Roemenië ·
Rusland ·
Saint Kitts en Nevis ·
Saoedi-Arabië ·
Schotland ·
Servië ·
Slovenië ·
Slowakije ·
Spanje ·
Thailand ·
Tsjechië ·
Tunesië ·
Turkije ·
Uruguay ·
Verenigde Arabische Emiraten ·
Wales ·
Wit-Rusland ·
Zuid-Afrika ·
Zuid-Korea ·
Zweden ·
Zwitserland